# Haag (Venray)
Haag is een buurtschap in de gemeente Venray in de Nederlandse provincie Limburg. Het ligt ten zuiden van het dorp Merselo en drie kilometer ten westen van het dorp Venray.
Blitterswijck · Castenray · Geijsteren · Heide · Leunen · Merselo · Oirlo · Oostrum · Smakt · Venray · Veulen · Vredepeel · Wanssum · Ysselsteyn

Buurtschap: Beek · Boddenbroek · Boshuijzen · Brabander · Endepoel · Haag · Hoogriebroek · Kleindorp · Klein-Oirlo · Laagriebroek · Loobeek · Molenhoek · de Nachtegaal · Overbroek · Scheide · Schoor · Weverslo · Zandhoek

Limburg: Steden en dorpen      Nederland: Provincies · Gemeenten